# República da Crimeia
República da Crimeia (em russo:  Республика Крым, transl. Respublika Krym; em ucraniano:  Республіка Крим, transl. Respublika Krym; em tártaro da Crimeia:  Къырым Джумхуриети, transl. Qırım Cumhuriyeti) é de facto um ente federativo da Federação Russa, constituída como república autônoma. Localizada na península da Crimeia, sua capital é Simferopol, que é também a maior cidade da península, depois da cidade federal de Sebastopol. No último censo, a Crimeia tinha uma população de 1 891 465 habitantes (2014).
A península da Crimeia já fez parte do Império Russo e da Rússia Soviética, tendo-se integrado à Ucrânia em 1954. A partir de 1991 obteve o estatuto de república autónoma, dentro da Ucrânia. O estatuto de autonomia da Crimeia foi ainda reiterado em 1996, com a ratificação da atual Constituição da Ucrânia, que declarou a Crimeia uma "República Autónoma", mas também  "parte inseparável e constituinte da Ucrânia".
Em 11 de março de 2014, na sequência da tomada da Crimeia por separatistas pró-Rússia, bem como pelas Forças Armadas Russas, o parlamento da Crimeia e o Conselho da cidade de Sebastopol emitiram uma declaração sobre a sua intenção de declarar unilateralmente a sua independência da Ucrânia, como um passo para, após um referendo, se juntarem a Rússia.
A declaração foi feita a fim de legitimar um referendo sobre o estatuto da Crimeia, em que os cidadãos escolheram se a Crimeia se juntava à Rússia como uma entidade federal da Federação da Rússia ou continuava a fazer parte da Ucrânia. O referendo de 2014, considerado ilegal pela ONU, mas cujas sondagens indicavam ser apoiada por uma larga maioria dos crimeus, resultou num apoio maciço à reunificação com a Rússia, e a Crimeia, assim como a cidade de Sebastopol, foram prontamente anexadas como divisões federais da Rússia. Enquanto a Rússia e 26 outros estados-membros das Nações Unidas reconhecem a Crimeia como parte da Federação da Rússia, a Ucrânia continua a reivindicar a Crimeia como parte integrante do seu território, como República Autónoma da Crimeia, sendo apoiada nesta posição pela maioria dos estados-membros das Nações Unidas, pela Resolução 68/262 da Assembleia Geral das Nações Unidas e pela Resolução A/C.3/72/L.42 da Assembleia Geral das Nações Unidas.

## História

### Antecedentes

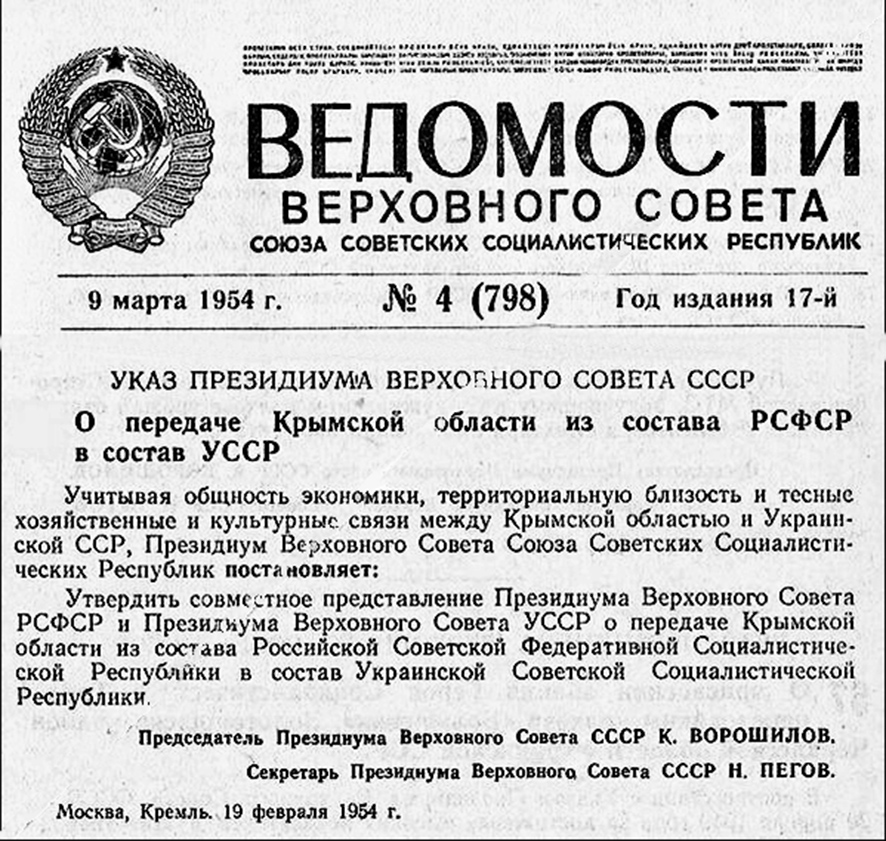
Decreto do Presidium do Soviete Supremo "sobre a transferência do Oblast da Crimeia", 1954

Em 1792, sob a imperatriz russa Catarina, a Grande, a Crimeia foi cedida ao Império Russo pelo Império Otomano sob os termos do Tratado de Jassy, que terminou formalmente a Guerra Russo-Turca (1787–1792), que ocorreu entre 1787 e 1792. A partir de 1802, a região passou a constituir a parte sul do Governorado de Táurida do Império Russo até o seu colapso em 1917. Durante a Guerra Civil Russa (1917-1921), a Crimeia mudou de mãos várias vezes, sendo inter alia o último território detido pelo governo do Movimento Branco na parte europeia da Rússia em 1920 e, finalmente, se tornou uma república autônoma dentro da República Socialista Federativa Soviética Russa (RSFSR) em 1921.
Durante a Segunda Guerra Mundial, em 1944, as autoridades centrais da União Soviética deram a ordem para deportar os tártaros da Crimeia por alegada colaboração com o regime de ocupação nazista. Estima-se que 46% dos deportados tenha morrido durante o trajeto; em 1945, a região perdeu seu estatuto de autonomia.
Em 1954, o Presidium do Soviete Supremo da União Soviética transferiu a região da RSFSR para a República Socialista Soviética da Ucrânia, outra república constituinte da União Soviética, então um Estado altamente centralizado, onde as fronteiras entre as repúblicas constituintes eram apenas uma questão técnico-administrativa, apesar da Ucrânia ser um membro separado da ONU. Os tártaros da Crimeia foram autorizados a retornar à Crimeia em meados da década de 1980 sob a política da perestroika.
Com o colapso da União Soviética, a Crimeia tornou-se parte da Ucrânia recém-independente, o que levou a tensões entre a Rússia e a Ucrânia. Como a Frota do Mar Negro fica na península, as preocupações de conflitos armados foram ocasionalmente levantadas. Os tártaros da Crimeia começaram a regressar do exílio e a reassentarem-se na Crimeia. A Ucrânia restaurou o estatuto autônomo da Crimeia em 1991, que foi reafirmado em 1996 com a ratificação da Constituição atual da Ucrânia, que designa a península como a "República Autônoma da Crimeia", mas também como uma "parte inseparável da Ucrânia".

### Declaração de Independência da Ucrânia

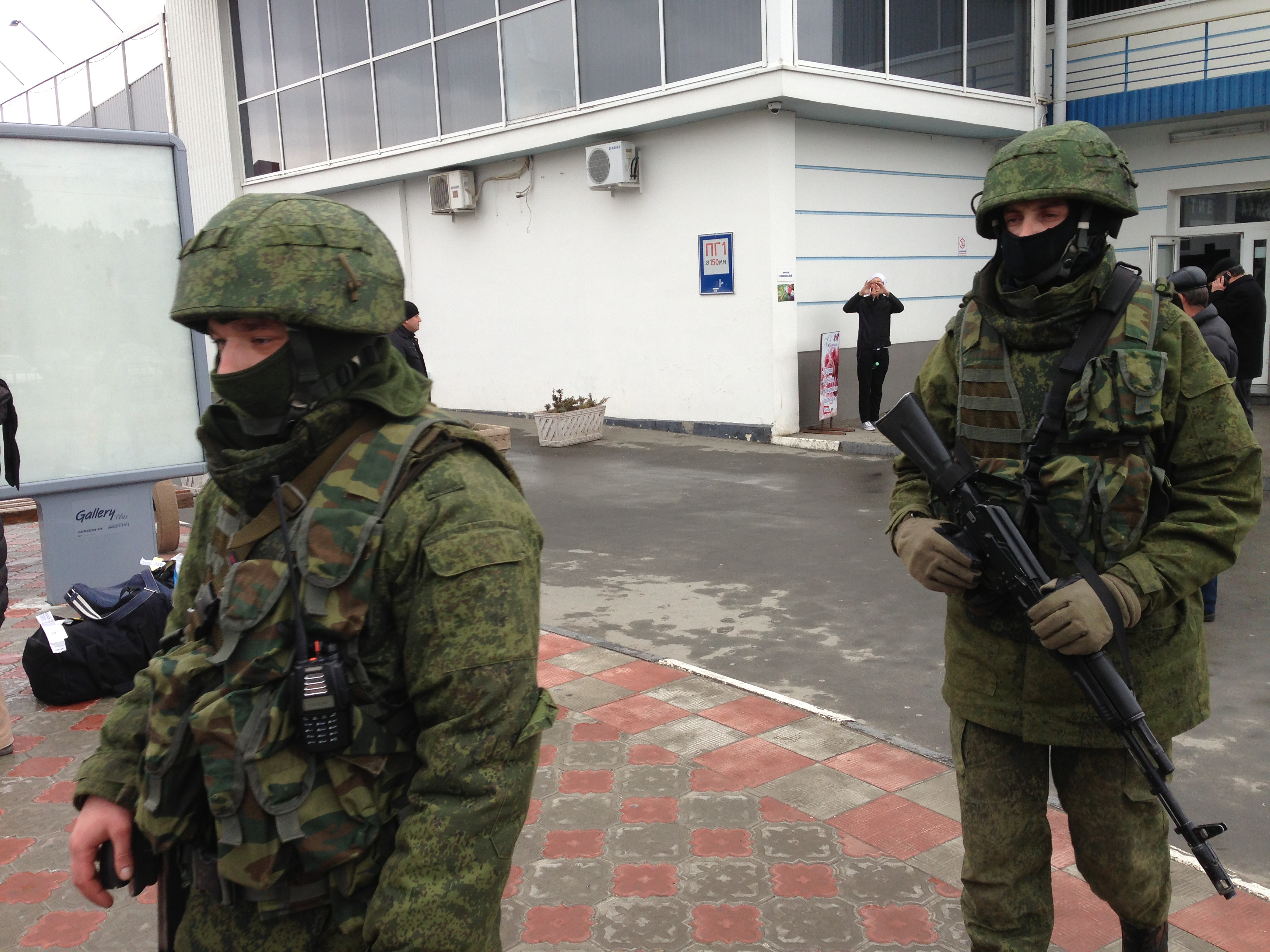
Soldados russos de guarda no aeroporto de Simferopol, Crimeia.

Em 11 de março de 2014, o parlamento da Crimeia e a prefeitura de Sebastopol emitiram conjuntamente uma carta de intenção de declarar unilateralmente a independência da Ucrânia no caso de um "sim" no referendo de anexação à Rússia, em 16 de março. O documento mencionava especificamente o caso do Kosovo como precedente.
O referendo sobre o estatuto da Crimeia permitiu que os cidadãos votassem se a Crimeia deveria integrar-se à Rússia como uma entidade federal da Federação Russa, ou restabelecer a Constituição da Crimeia de 1992 e o estatuto da Crimeia como parte da Ucrânia. As opções disponíveis não incluíam manter o status quo da Crimeia e Sebastopol como estavam no momento em que o referendo foi realizado.
Em 16 de março de 2014, de acordo com declarações dos organizadores do referendo da Crimeia, uma grande maioria (relatada como 96,77% dos 81,36% da população da Crimeia que participou do pleito) votou a favor da independência da Crimeia da Ucrânia e pela anexação à Rússia. O referendo não foi reconhecido pela maioria da comunidade internacional e os resultados relatados foram contestados por vários observadores independentes. A BBC informou que a maioria dos tártaros da Crimeia que eles entrevistaram boicotaram a votação. Relatos da ONU criticaram as circunstâncias em torno do referendo, especialmente a presença de paramilitares, grupos de autodefesa e soldados sem identificação. A União Europeia, o Canadá, o Japão e os Estados Unidos condenaram a votação como ilegal. A Resolução 68/262 da Assembleia Geral das Nações Unidas considerou o referendo ilegal, sendo então a Crimeia classificada como um território ucraniano sob ocupação russa.
Após o referendo, os legisladores da Crimeia formalmente votaram tanto para se separar da Ucrânia quanto para pedir sua admissão à Rússia. A prefeitura de Sebastopol, entretanto, solicitou a entrada separada do porto como uma cidade federal.

### Anexação e integração à Federação da Rússia

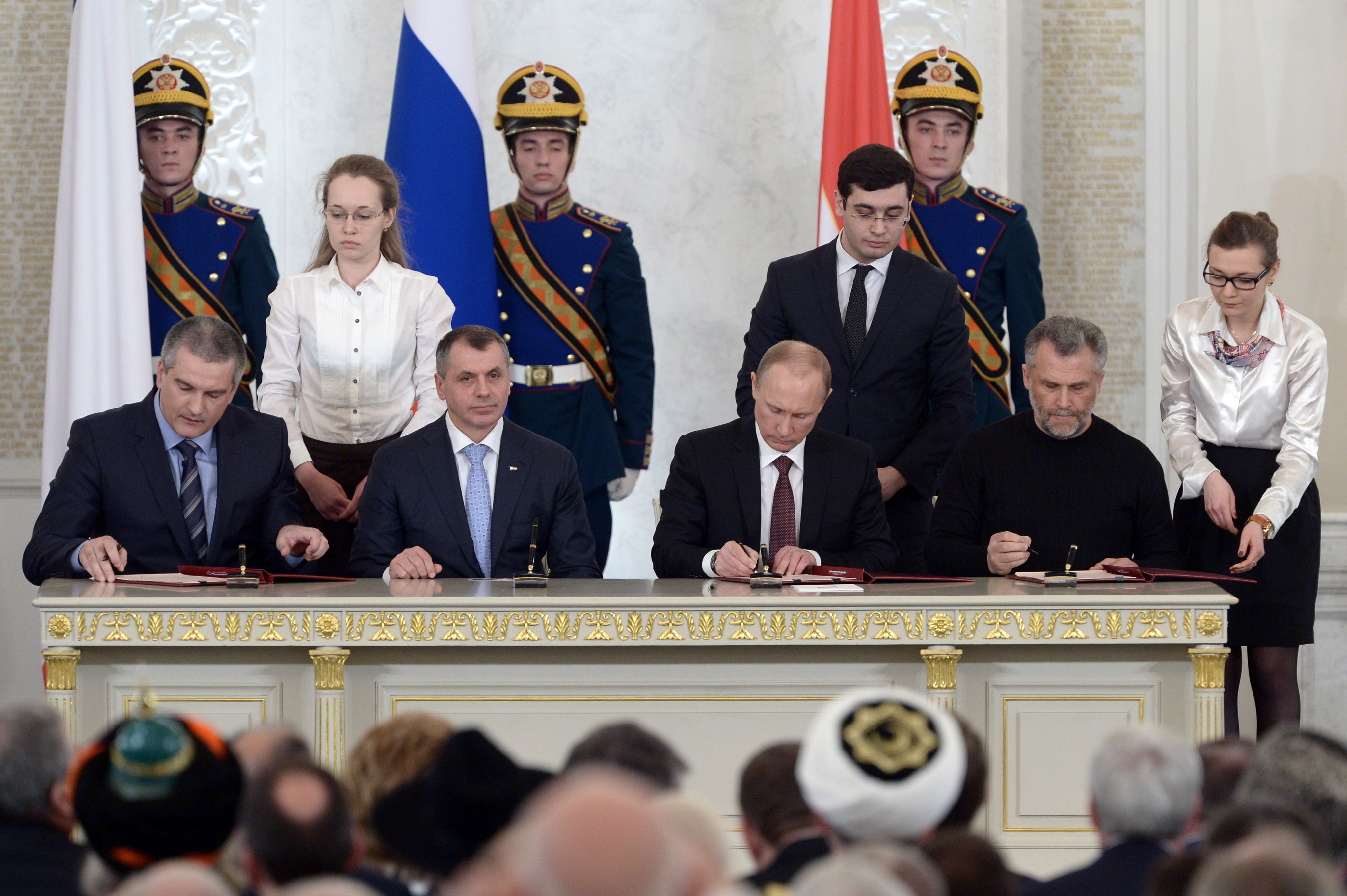
Assinatura da adesão da Crimeia e de Sebastopol à Federação Russa.

Em 18 de março de 2014, a autoproclamada República da Crimeia assinou um tratado de adesão à Federação Russa. A adesão foi concedida separadamente para cada uma das antigas regiões que a compuseram: uma adesão para a República Autônoma da Crimeia como República da Crimeia e outra para Sebastopol como cidade federal. A adesão só foi reconhecida internacionalmente por alguns Estados, sendo que a maioria considerou a ação ilegal. Embora a Ucrânia tenha se recusado a aceitar a anexação, os militares ucranianos começaram a se retirar da Crimeia em 19 de março. Um período de transição, durante o qual ambas as partes do Tratado de Adesão resolveriam as questões de integração "no sistema econômico, financeiro, de crédito e jurídico da Federação Russa", deveria durar até 1 de janeiro de 2015.
O processo de integração começou dentro de dias: em 24 de março o rublo russo entrou em circulação oficial com circulação paralela do ucraniano hryvnia, permitido até 1 de janeiro de 2016. Em 29 de março, os relógios da Crimeia foram transferidos para o horário de Moscou e em 31 de março o então primeiro-ministro russo, Dmitry Medvedev, anunciou uma série de programas destinados a incorporar rapidamente o território na economia e na infraestrutura russa. Também em 31 de março, o Ministério do Exterior russo afirmou que os cidadãos estrangeiros que visitam a Crimeia precisavam solicitar um visto para a Federação Russa em uma das missões diplomáticas russas.
Em 3 de abril de 2014, Moscou enviou uma nota diplomática à Ucrânia sobre o encerramento das ações dos acordos relativos à Frota do Mar Negro da Federação Russa no território da Ucrânia. Como parte dos acordos, a Rússia pagava ao governo ucraniano 530 milhões de dólares anuais pela base e cancelou quase 100 milhões de dólares da dívida de Kiev pelo direito de usar as águas territoriais ucranianas. A Ucrânia também recebeu um desconto de 100 dólares por cada mil metros cúbicos de gás natural importado da Rússia. O Kremlin afirmou que, como a base já não está localizada na Ucrânia, não havia bases legais para o desconto continuar.

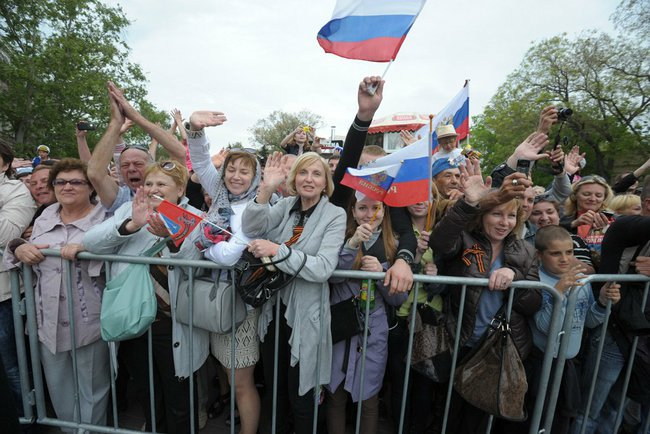
Pessoas com bandeiras russas em Sebastopol em 9 de maio de 2014

Em 11 de abril de 2014, o parlamento da Crimeia aprovou uma nova constituição, com 88 em cada 100 legisladores votando a favor da sua adoção. A Constituição garante à República da Crimeia como um Estado democrático dentro da Federação Russa e diz que seu território é unido e inseparável. O parlamento da Crimeia se tornará menor e terá 75 membros em vez de 100 atuais. De acordo com o jornal Kommersant, as autoridades, incluindo o presidente do Conselho de Estado, Vladimir Konstantinov, não oficialmente prometeram que certas quotas seriam reservadas para os tártaros da Crimeia em vários órgãos governamentais. No mesmo dia, uma nova revisão da Constituição Russa foi oficialmente divulgada com a República da Crimeia e a cidade federal de Sebastopol incluídas na lista de entidades federais da Federação Russa. A fonte de poder na República da Crimeia é o seu povo, que faz parte do povo multinacional da Federação Russa.
Em 15 de abril de 2014, o parlamento ucraniano declarou a Crimeia e a cidade de Sebastopol "territórios ocupados". Em 1 de junho de 2014, a Crimeia mudou oficialmente para o rublo russo como sua única moeda legal. Em 7 de maio de 2015 a Crimeia mudou seus códigos de telefone (sistema de número ucraniano) para o sistema de numeração russo. Em julho de 2015, o primeiro-ministro russo, Dmitry Medvedev, declarou que a Crimeia estava totalmente integrada na Rússia.

### Pós-anexação
Após a anexação, as autoridades da Crimeia começaram a nacionalização do que chamavam empresas estrategicamente importantes, que incluíam não só empresas de transporte e produção de energia, mas também, por exemplo, uma fábrica de vinhos em Massandra. As empresas que pertenciam a cidadãos russos foram nacionalizadas por reembolso financeiro, que foi, no entanto, muito inferior ao valor real; as que pertenciam a cidadãos ucranianos, por exemplo, o PrivatBank de propriedade de Ihor Kolomoyskyi, ou a Ukrtelecom, de propriedade de Rinat Akhmetov, foram expropriadas sem qualquer reembolso. O futuro das empresas nacionalizadas é decidido pelo governo. Em julho de 2016, a Crimeia deixou de ser um distrito federal separado da Federação Russa e foi incluída no Distrito Federal do Sul em vez disso.